# Job Pomat
Job Pomat, né vers 1960, est un homme politique papou-néo-guinéen.

## Biographie
Il grandit dans le village de Rossun sur l'île de Manus, dans ce qui est alors le territoire australien de Papouasie-Nouvelle-Guinée. Son père, chef coutumier et missionnaire de l'Église adventiste du septième jour, se présente sans succès à trois reprises aux élections pour l'assemblée législative coloniale, alors que le territoire se prépare pour l'indépendance. N'ayant bénéficié que d'un enseignement secondaire, Job Pomat travaille comme technicien auprès de diverses entreprises avant d'entrer en politique dans les années 1990. Il devient président de l'assemblée de la province de Manus, et vice-gouverneur de cette province.
Il entre au Parlement national en remportant la circonscription de Manus aux élections de 2007 sous les couleurs du parti du Congrès national populaire. Il est nommé ministre des Relations inter-gouvernementales dans le gouvernement du Premier ministre Sir Michael Somare. Le 2 août 2008, il devient vice-président du parti. Lorsque Michael Somare est évincé par le Parlement en août 2011, Job Pomat se range à la nouvelle majorité et devient ministre des Pêcheries dans le gouvernement de Peter O'Neill, le chef du Congrès national populaire. Il perd son siège de député aux élections de 2012, mais le retrouve à celles de 2017. Lors de la première séance de cette nouvelle assemblée, il est élu président du Parlement,.
En sa qualité de président du Parlement, il fait réintroduire dans les locaux du Parlement les totems et autres gravures de bois traditionnelles que son prédécesseur Theo Zurenuoc avait fait retirer en 2013 pour des motifs religieux. Le 28 mai 2019, toutefois, il suscite de fortes critiques en refusant de permettre aux députés d'opposition d'introduire une motion de censure à l'encontre du Premier ministre Peter O'Neill, puis en refusant d'autoriser un vote sur sa propre destitution. Peter O'Neill démissionne toutefois le lendemain, reconnaissant ne plus avoir la confiance du Parlement, et Job Pomat préside à l'élection de James Marape à la fonction de Premier ministre par les députés.
En novembre 2019, Job Pomat est fait compagnon de l'ordre de Saint-Michel et Saint-Georges par la reine de Papouasie-Nouvelle-Guinée, Élisabeth II. En juin 2020 il quitte le parti du Congrès national populaire afin, explique-t-il, d'exercer la présidence du Parlement en toute impartialité. C'est toutefois avec l'étiquette du Pangu Pati (le parti de James Marape) qu'il est réélu député de Manus aux élections législatives de 2022, à la suite desquelles il est réélu président du Parlement sans opposition. 